# Académie des beaux-arts de Düsseldorf
Pour les articles homonymes, voir Académie des beaux-arts.
L'académie publique des beaux-arts de Düsseldorf (Staatliche Kunstakademie Düsseldorf en allemand) est une académie des beaux-arts située à Düsseldorf, en Allemagne, et héritière d'un long passé historique.

## Histoire
L'académie fut créée en 1773 sous le nom de Kurfürstlich-Pfälzische Academie der Maler, Bildhauer- und Baukuns (« Académie palatine des peintres, sculpteurs et architectes »), sous l'impulsion de Lambert Krahe (1710-1790), en vue de former des peintres, des sculpteurs et des architectes, lequel avait ouvert une école de dessin en 1762. L'académie est étroitement liée au départ à la Gemäldegalerie ou Galerie électorale du Palatinat, fondée en 1709, qui comprenait une importante collection de tableaux, initiée par le prince Jean-Guillaume de Neubourg-Wittelsbach. Les premiers statuts de cette institution sont élaborés en 1777, sur le modèle de ceux de l'Académie royale de peinture et de sculpture de Paris. L'un des premiers directeurs marquants fut Johann Peter von Langer, de 1784 à 1789.
Étant donné que les collections artistiques de Düsseldorf avaient été transférées à Munich à l'occasion des guerres napoléoniennes (1805/06), le gouvernement prussien décida en 1819, en guise de compensation, de renommer l'institution en « académie royale prussienne des Beaux-Arts » (Königlich-Preußische Kunstakademie). Le premier directeur en fut Peter von Cornelius jusqu'en 1826. Vint ensuite Wilhelm von Schadow, sous la direction duquel l'institution acquit une renommée internationale, grâce notamment à l'école de Düsseldorf qui s'y épanouit au cours des années 1830. La première femme peintre à y étudier est Else Sehrig-Vehling en 1921.

## Directeurs et recteurs
- avant 1784 : Lambert Krahe
- 1784 - 1789 : Johann Peter von Langer
- 1819 - 1824 : Peter von Cornelius
- 1826 - 1859 : Wilhelm von Schadow
- 1924 - 1933 : Walter Kaesbach (de)
- 1945 - 1946 : Ewald Mataré
- 1959 - 1965 : Hans Schwippert (de)
- 1972 - 1981 : Norbert Kricke (de)
- 1988 - 2009 : Markus Lüpertz
- 2009 - 2013 : Tony Cragg
- 2013 - 2017 : Rita McBride (de)
- 2017 - : Karl-Heinz Petzinka

## Professeurs et élèves célèbres
| A - Tomma Abts (2010–présent Professeur) - Andreas Achenbach (1827 - 1834 Étudiant) - Oswald Achenbach (1835 - 1841 Étudiant; 1863 - 1872 Professeur) - Ernst Anders (1861 - 1868 Étudiant) - Peter Angermann (1968-1973) - Siegfried Anzinger (de) (1998 - Professeur) - Karl Aegerter (1888-1969) B - Glenn Bautista (1980–1985 Étudiant) - Bernd Becher (1976–1996 Professeur) - Joseph Beuys (1947 - 1952 Étudiant, 1961 - 1972 Professeur) - Walter Biemel (1918 - 2015, Professeur 1978 - 1988) - Anna et Bernhard Blume (de) (1937–présent/1937–1911 Étudiants[pas clair]) - Chen Ruo Bing (1988 - 1991 Étudiant) - Arnold Böcklin (1845 - 1847 Étudiant) - Christoph Büchel (de) (1992–1997 Étudiant) - Michael Buthe (1944 - 1994 Professeur) C - Max Clarenbach (1894 - 1901 Étudiant, 1917 - 1945 Professeur) - Maria Bettina Cogliatti (1982-1986, Étudiante) - Tony Cragg (1988 - 2001 Professeur, 2009 - directeur) - Alice Creischer (étudiante) - Siegfried Cremer (de) (1977 - 1994 Professeur de peinture) D - Björn Dahlem (1974 - étudiant) - Thea Djordjadze (née en 1971, élève en 1998) - Nathalie de Vries (2013-Present Professeur) - Udo Dziersk (de) (1983 – 1988 étudiant, 2002–présent Professeur) - Peter Doig (2005–present Professeur) - Johann Georg Dreydorff (1873 - 1935 Étudiant) - Felix Droese (de) (1970 - 1976 Étudiant) E - Renate Eisenegger (1968-1971) étudiante - Elger Esser (1991 - 1997 Étudiant) - John Whetton Ehninger (de) (c. 1848–1849) - (Étudiant) F - Helmut Federle (de) (1999 - 2007 Professeur) - Anselm Feuerbach (1845 - 1848 Étudiant) - Joseph Fratrel (avant 1784 - professeur) - Katharina Fritsch [1977 - 1984 Étudiante, 2010 - Professeur] G - Rupprecht Geiger (de) (1965 - 1976 Professeur) - Eugen Gomringer (1977 - 1990 Professeur) - Kuno Gonschior (de) (1957-1961 Étudiant) - Günter Grass (1948 - 1952 Étudiant) - Gotthard Graubner (1954 - 1959 Étudiant, 1976 - 1992 Professeur) - Thomas Grünfeld (Professeur depuis 2004) - Andreas Gursky (1981-1987 Étudiant, 1990 - Professeur de photographie) H - Isabel Herguera, étudiante - réalisatrice de film d'animation expérimental - Erwin Heerich (de) (1945 - 1954 Étudiant, 1969 - 1988 Professeur) - Candida Höfer (1973 - 1982 Étudiante) - Hans Hollein (1967 - 1976 Professeur) - Nan Hoover (1986-1996 Professeur) - Ottmar Hörl (de) (1979 - 1981 Étudiant) - Alfonso Hüppi (de) (1974 - 1999 Professeur) - Johannes Hüppi (de) (1984 - 1990 Étudiant) - Axel Hütte (1973 - 1981 Étudiant) I - Jörg Immendorff (1963 - 1964 Étudiant, 1996 - 2007 Professeur) J - Oliver Jordan (de) (1980 - 1985 Étudiant) K - Arthur Kampf (1879 - 1891, étudiant, puis professeur) - William Keith (1869 - 1870, étudiant) - Anselm Kiefer (début des années 1970, étudiant) - Erika Kiffl ( - , étudiante) - Paul Klee (1931 - 1933, professeur) - Georg Klusemann (1964 – 1968, étudiant) - Karin Kneffel (de) (1981 - 1987, étudiante) - Imi Knoebel (1964–1971, étudiant) - Walter Köngeter (de) (1952 - 1967, professeur d'architecture) - Heinrich Christoph Kolbe (dates inconnues, étudiant ; 1822–1832, professeur) - Attila Kotányi - Dieter Krieg (de) (1978 – 2002, professeur) - Otto Kuhler (1894 - 1977, étudiant) L - Carl Lambertz (de), 1936–1941 Étudiant - Rainer Maria Latzke (en) (1972–1976 Étudiant, 2008 Professeur) - Adolphe Lechtenberg (de), 1973–1982 Étudiant - Wilhelm Lehmbruck, 1902–1906 Étudiant - Karl Leipold (de), 1880–1883 Étudiant - Franz Linden (de), 1904–1910 Étudiant - Emanuel Leutze (1840–1842) - Julia Lohmann (de), 1971 bis 1978 Étudiante - Hubert Löneke (de), étudiant M - August Macke, 1904–1909 Étudiant - Josef Mages (de), 1938–1961 Professeur de Sculpture - Rita McBride (de) (2003 - Professeur d'architecture) - Christian Megert, professeur (1976–2002) - Georg Meistermann, 1928–1933 Étudiant - Carlo Mense, 1906–1908 Étudiant - Gerhard Merz (de), 1991–2004, professeur - Edgar Meyer 1874–1878 Étudiant - Orlando Mohorovic (1970 - 1974 Étudiant) - Reinhard Mucha (de) (1974–1981 Étudiant) - Heinrich Mücke (1844–1848 Assistant, 1848–1867 Professeur de peinture) - Andreas Müller, 1856- Professeur - Norbert Müller-Everling (de) (1973–1979 Étudiant) - Harald Naegeli (Assistant de Joseph Beuys) N - Yoshitomo Nara (1988 - 1993 Étudiant) - Heinrich Nauen (1921 - 1937 Professeur) - Thomas Neumann (1997 - 2004 Étudiant) O - Albert Oehlen (2000 - Professeur) - Markus Oehlen (1976 - 1982 Étudiant) - Carl Oesterley junior, 1857- Étudiant) - Laurids Ortner (de), depuis 1987 Professeur | P - Nam June Paik (1979 - 1996 Professeur d'art vidéo) - Blinky Palermo (1962–1967 Étudiant) - Otto Pankok (de), 1947–1958 Professeur - Arne Paus (1964–1965 Étudiant) - Jürgen Partenheimer (1985 Professeur invité) - A. R. Penck (1988–2003 Professeur) - Heinrich Ludwig Philippi, 1857–1860 étudiant - Carl Plückebaum (de) (1901–1906 Étudiant) - Alois Plum (1955–1957 Étudiant) - Sigmar Polke (1961 - 1967 Étudiant) - Robert Pudlich (de) (1925–1927 Étudiant) - Gottfried Pulian (de) (1838–1842 Étudiant) R - Jürgen Rahn (1967–1974 Étudiant) - Leonhard Rausch (1813–1895 Étudiant) - Willy Reetz (1920–1924 Étudiant) - Lois Renner (de) (1985 - 1988 Étudiant) - Gerhard Richter (1961 - 1963 Étudiant, 1971 - 1993 Professeur) - Michael Riedel (de) (Étudiant) - Ivo Ringe (1972 - 1977 Étudiant) - Klaus Rinke (1974 - 2004 Professeur) - Rissa (de) (1959- Étudiante, 1969–1975 et 2004–2007 Professeur, 1975–2003 Professeur de peinture) - Ulrike Rosenbach (1964-1970 Étudiante) - Hartmut Ritzerfeld (de) (1969–1976 Étudiant) - Hans Rogalla (de) (1967–1970 Étudiant) - Reiner Ruthenbeck (1962 - 1968 Étudiant) - Thomas Ruff (1977 – 1985 Étudiant, 2000–2006 Professeur) - Holger Runge, Student, Dozent - Reiner Ruthenbeck, 1962–1968 Student S - Rolf Sackenheim (de), 1963–1984 Prof. und stellv. Direktor - Jörg Sasse (de), 1982–1988 Student, Meisterschüler von Bernd Becher - Carl Ludwig Scheins (de), Landschaftsmaler, Meisterschüler bei Johann Wilhelm Schirmer - Caspar Scheuren (1829 - 1835 Étudiant) - Heinrich Schilking (de) (1835–1841 Étudiant) - Helmut Josef Schilhabel (de) (1915–1916 Étudiant) - Adolf Schill (1880–1911 Professeur pour la décoration et l'ornementation) - Johann Wilhelm Schirmer (1826- Étudiant, 1834 Instituteur, 1839–1854 Professeur für pour la peinture de paysage, premier directeur de l'académie des beaux-arts de Karlsruhe - Christoph Schlingensief (1986 Lecturer) - Jakob Heinrich Schmidt (de) Professeur de histoire de l'art) - Walter Clemens Schmidt (de) (1913–1914 Étudiant) - Jürgen Schmitt (de) (1970–1976 Étudiant) - Klaus Schmitt (1977–1983 Étudiant) - Bruno Schmitz (1874–1878 Étudiant) - Michael Schmitz-Aufterbeck (de), Maître de conférences en études théâtrales - Gregor Schneider (1990–1994 Étudiant) - Simon Schubert (1997-2004 Étudiant) - Jan Schüler (de) (1985–1993 Étudiant) - HA Schult (1958–1961 Étudiant) - Thomas Schütte (1973 - 1981 Étudiant) - Rudolf Schwarz (1953 - 1961 Professeur) - Fritz Schwegler (1973–2001 Assistant Professeur et Professeur) - Hans Schwippert (de) (1959 - 1965 Professeur et directeur) - Adolf Seel (1844 – 1850 Étudiant) - Émile Seeldrayers (1847-1933), peintre belge. - Otto Serner (de) (1882–1886 Étudiant) - Dirk Skreber (de) (1982–1988 Étudiant) - Karl Ferdinand Sohn (1826 Étudiant, 1859–1863 Professeur) - Willy Spatz, Student (1897–1926 Professeur de peinture) - Werner Spies (1975 - 2002 (Professeur de l'art de XXe siècle) - Joachim Stracke (de) (ab 1980 Étudiant) - Thomas Stricker (1986–1993 Étudiant) - Thomas Struth (1973–1978 Étudiant) - Johannes Stüttgen (1966–1971 Étudiant) - Stephan Stüttgen (1968- Étudiant) - Zoltan Székessy (de) (1952-1964 Professeur) T - Norbert Tadeusz (1961 - 1966 Étudiant) - Yūji Takeoka (1973–1979 Étudiant) - Adolf Teichs (1812-1860, Étudiant) - Friedrich Thomas (de) (1826- Étudiant) - André Thomkins (1971–1973 Professeur) - Johan Thorn Prikker, 1923–1926 Professeur de peinture monumentale) - Myriam Thyes (de) (1986–1992 Étudiante) - Rosemarie Trockel (1998 - Professeur) U - Günther Uecker (1953 - 1957 Étudiant, 1976 - 1995 Professeur) - Micha Ullman (de) (1976 Professeur invité) - Oswald Mathias Ungers - Franz Richard Unterberger, Étudiant) V - Didier Vermeiren (2002–Professeur de sculpture) - Cornelius Völker (de) (1989–1995 Étudiant) - Heinrich Vogeler (1890–1895 Étudiant) - Max Volkhart (de) (1848 - 1924 Étudiant) - Wilhelm Volkhart (de) (1831 - 1840 Étudiant) - Wolf Vostell (1955 - 1958 Étudiant) - Nathalie de Vries (2013- Professeur d'architecture) W - Franz Erhard Walther (1962–1964 Étudiant) - August Weber (1838 - 1839 Étudiant) - Robert Weise (de) (Étudiant) - Paul Westerfrölke (1908–? Étudiant) - Bernhard Wiegandt (1881-? Étudiant) - Marie Wiegmann né Hancke, vers 1843 Étudiante) - Rudolf Wiegmann (1838–1865 Professeur d'architecture et la perspective) - Oswald Wiener (1992–2004 Professeur de l'esthétique) - Karl Ferdinand Wimar (c. 1851 Étudiant) - Karl Wimmenauer (de) (dans les années 1960, Professeur d'architecture) Z - Herbert Zangs (1945–1949 Étudiant) - Ulrike Zilly (de) (1970–1975 Étudiante) |